# Mabel Gay
Mabel Gay Tamayo (Santiago de Cuba, 1983. május 5. –) kubai hármasugró.
2002-ben a kingstoni junior világbajnokságon tizennégy méter kilenc centiméteres ugrásával aranyérmes lett honfitársa, Arianna Martínez előtt. A 2009-es berlini világbajnokságon a címvédő világbajnok, szintén kubai Yargelis Savigne mögött lett ezüstérmes.

## Egyéni legjobbja
- 14,66 méter